# Arichanna consocia
Arichanna consocia är en fjärilsart som beskrevs av Butler 1880. Arichanna consocia ingår i släktet Arichanna och familjen mätare. Inga underarter finns listade i Catalogue of Life.